# Sinister (gruppo musicale)
I Sinister sono un gruppo death metal olandese nato nel 1989 a Schiedam, nell'Olanda Meridionale.

## Storia

### Gli inizi
I Sinister prendono vita nel 1989 e dopo vari avvicendamenti nella formazione il primo nucleo stabile sarà formato da Aad Kloosterwaard alla batteria, Ron van de Polder alla chitarra e basso, André Tolhuis alla chitarra e Mike von Mastrigt alla voce, nel periodo iniziale dell'esplosione del fermento underground del death metal. Dopo la registrazione di alcuni demotape e di un 7 pollici Putrefiyng Remains su vinile che riescono a vendere circa 1500 copie e a crearsi un folto seguito nella scena, attirano l'attenzione dell'allora nascente etichetta tedesca Nuclear Blast, specializzata in death metal, che li mette sotto contratto.
Nel 1992 la band pubblica il suo primo album Cross The Styx traendo ispirazione dal death americano (Cannibal Corpse, Morbid Angel e Deicide) ma rielaborando in chiave del tutto personale il suo modo di fare death metal, definendo insieme ai connazionali Gorefest e ai polacchi Vader quello che sarà poi considerato il death metal europeo. La band girerà l'Europa per promuovere la loro musica insieme ai Suffocation, ai Cannibal Corpse, e ai Deicide allargando maggiormente il suo stuolo di fans.
Il secondo album Diabolical Summoning registrato nel 1993 e prodotto da Colin Richardson mette in mostra le definitive coordinate del sound dei Sinister che smussa gli angoli grezzi di Cross the Styx e diviene così quadrato e potente con composizioni che alternano momenti impazziti di batteria con soffocanti rallentamenti. Le liriche saranno a sfondo horror/diabolico mentre della copertina si occuperà l'artista americano Wes Benscoter con il suo classico stile horror e malvagio.
Seguendo lo stesso stile, la band incide nel 1995 l'album Hate che fu seguito da un tour di 55 date in America e da molti show anche in Europa. Hate, che Claudio Sorge definì come un disco "notevole", ma che non eguagliava il primo, da lui ritenuto "uno dei più devastanti del death metal di ogni tempo", è invece ritenuto dal leader attuale Aad, il più importante disco inciso dai Sinister. Nella metà degli anni novanta il fenomeno death metal perse molta della sua popolarità per via dell'esplosione del black metal e del gothic ma i Sinister continuarono tuttavia a suonare il genere a cui erano devoti dimostrando molta coerenza. Questo è evidenziato dall'uscita successiva e cioè il mini-cd Bastard Saints del 1996 a cui seguirono delle date live sparse. Dopo alcuni cambi di formazione tra cui l'abbandono del cantante Mike e del chitarrista Andrè a favore di Eric de Windt e Bart van Wallenberg, la band registra nel 1998 Aggressive Measures, ritenuto da molti come il più brutale ed aggressivo album dei Sinister. Infatti il responso di critica e fans fu ottimo e la band suonò diversi show e partecipò ai festival Wacken Open Air, Milwaukee Metalfest e al Dynamo ceco.

### L'arrivo di Rachel Heyzer e il successivo scioglimento
La collaborazione con il cantante Eric s'interrompe nell'agosto del 1999 e dopo vari tentativi di trovare un valido sostituto, la scelta finisce su una ragazza, Rachel Heyzer che diventerà una delle prime cantanti di sesso femminile a suonare in un gruppo di death metal.
Nel 2001 la band registra l'album Creative Killings (uscito per l'etichetta olandese Hammerheart Records) che mostra un forte calo qualitativo che non migliora neanche nel disco successivo Savage Or Grace del 2003, registrato con l'apporto dell'ex chitarrista Ron van de Polder. La Nuclear Blast che stampa il disco promuove gli show in Europa con i Cannibal Corpse e alcune date per la prima volta in Messico e Colombia. Problemi in seno al gruppo dovuti ai non proprio amichevoli rapporti tra il batterista Aad e la cantante Rachel (questi ultimi marito e moglie, poi divorziati), e il bassista Alex Paul portarono allo scioglimento temporaneo del gruppo agli inizi del 2004.

### Reunion e tempi recenti
Il batterista Aad e il bassista Alex appianati i contrasti, avevano la ferma intenzione di continuare a suonare death metal, ma Aad non sentendosi più motivato a suonare la batteria decide di passare alla voce mentre Alex dal basso inizia a suonare la chitarra. Vengono poi reclutati Paul Beltman alla batteria e Bas van den Bogaard al basso e con questa formazione incidono nel 2006 Afterburner, disco che rilancia i Sinister dopo il periodo buio precedente. La novità in questo album sarà l'inserimento di alcune parti melodiche che gioveranno all'economia del sound, che resta comunque puro ed incontaminato death metal brutale. Alla fine del 2006 il gruppo dà alle stampe anche un DVD live, Prophecies Denied edito dall'etichetta polacca Metal Mind.

## Formazione

### Formazione attuale
- Aad Kloosterwaard - voce, chitarra (2005-), batteria (1988-2003)
- Alex Paul - chitarra (2005-), basso (1997-2003)
- Bas van den Bogaard - basso (2005-)
- Edwin van den Eeden - batteria (2008-)

### Ex componenti

#### Cantanti
- Mike von Mastrigt (1988-1996)
- Eric de Windt (1997-1999)
- Joost Silvrants (2000)
- Rachel Heyzer-Kloosterwaard (2001-2003)

#### Chitarristi
- Frank Faaze (1991)
- André Tolhuis (1991-1994)
- Bart van Wallenberg (1992-2002), anche basso su Diabolical Summoning e Hate
- Ron van de Polder(1988-1992, 2003), basso su Cross the Styx
- Pascal Grevinga (2003)

#### Bassisti
- Corzas (1989-1991)
- Michel Alderliefsten (1996)

#### Batteristi
- Paul Beltman (2005-2007)

## Discografia
Album in studio
- 1992 - Cross the Styx
- 1993 - Diabolical Summoning
- 1995 - Hate
- 1998 - Aggressive Measures
- 2001 - Creative Killings
- 2003 - Savage or Grace
- 2006 - Afterburner
- 2008 - The Silent Howling
- 2010 - Legacy of Ashes
- 2012 - The Carnage Ending
- 2014 - The Post-Apocalyptic Servant
- 2015 - Dark Memorials
- 2017 - Syncretism
- 2020 - Deformation of the Holy Realm

Demo
- 1990 - Perpetual Damnation
- 1991 - Sacramental Carnage

EP
- 1991 - Sinister
- 1996 - Bastard Saints
- 2014 - The Unborn Dead
- 2017 - Gods of the Abyss

Singoli
- Sinister

Split
- 1992 - Nuclear Blast Sampler
- 1996 - Where Dead Angels Lie/Bastard Saints

Videoclip
- 1993 - Leviathan

DVD
- 2006 - Prophecies Denied